# Some Things Just Stick in Your Mind
Some Things Just Stick in Your Mind é uma canção composta por Mick Jagger e Keith Richards, lançado primeiro pela dupla cantores Dick e Dee Dee (no início de 1965) e depois por Vashti Bunyan, em Maio 1965.
Uma versão da música foi gravado em 13 de fevereiro de 1964, pelos The Rolling Stones, mas foi lançada apenas em Metamorphosis, álbum de 1975, pela Decca Records.
Sua mais recente reedição (2007) está na compilação Some Things Just Stick In Your Mind: Singles and Demos 1964 to 1967, de Vashti Bunyan. Foi gravado pela primeira vez por Vashti para um single que inclui a música "I Want To Be Alone", lançado nos anos 1960.